# Pollenia bulgarica
Pollenia bulgarica är en tvåvingeart som beskrevs av Jacentkovsky 1939. Pollenia bulgarica ingår i släktet vindsflugor, och familjen spyflugor. Inga underarter finns listade i Catalogue of Life.